# El héroe chino (Rauzzini)
El héroe chino (título original en italiano, L’eroe cinese) es una ópera en tres actos del compositor italiano Venanzio Rauzzini (Camerino, 1746 – Bath, 1810) y libreto en italiano de Pietro Metastasio, cuyo estreno tuvo lugar en el Teatro de Cuvilliés del Palacio de la Residencia de Múnich en 1771. 

## Libreto
La fuente a la que acudió Metastasio para escribir el libreto fue el drama del chino Hi-Him Siang "L'orphelin de la maison", traducido por el misionero jesuita francés Joseph de Prémare. 

El libreto es el vigésimo tercero de la producción de Metastasio, estando comprendido entre Il re pastore  (1751) y  Nitteti (1756).

## VersiónLondres
El 16 de abril de 1782, Rauzzini presentó en el King's Theatre in the Haymarket de Londres una segunda versión de L’eroe cinese, con los diálogos declamados en inglés y las arias cantadas en italiano.

## Personajes
| Personaje                                        | Tesitura | Reparto el 16 de abril de 1782 Director: Venanzio Rauzzini |
| ------------------------------------------------ | -------- | ---------------------------------------------------------- |
| Leango, regente del imperio chino.               | tenor    | Giovanni Ansani                                            |
| Siveno, falso hijo de Leango, amante de Lusinga. | castrato | Gaspare Pacchierotti                                       |
| Lusinga, princesa tártara, prisionera en China.  | soprano  | Maria Prudom                                               |
| Ulania, hermana de Lusinga.                      | soprano  | Caterina Lorenzini                                         |
| Minteo, mandarín, amante de Ulania.              | castrato | Angelo Monanni (Manzoletti)                                |

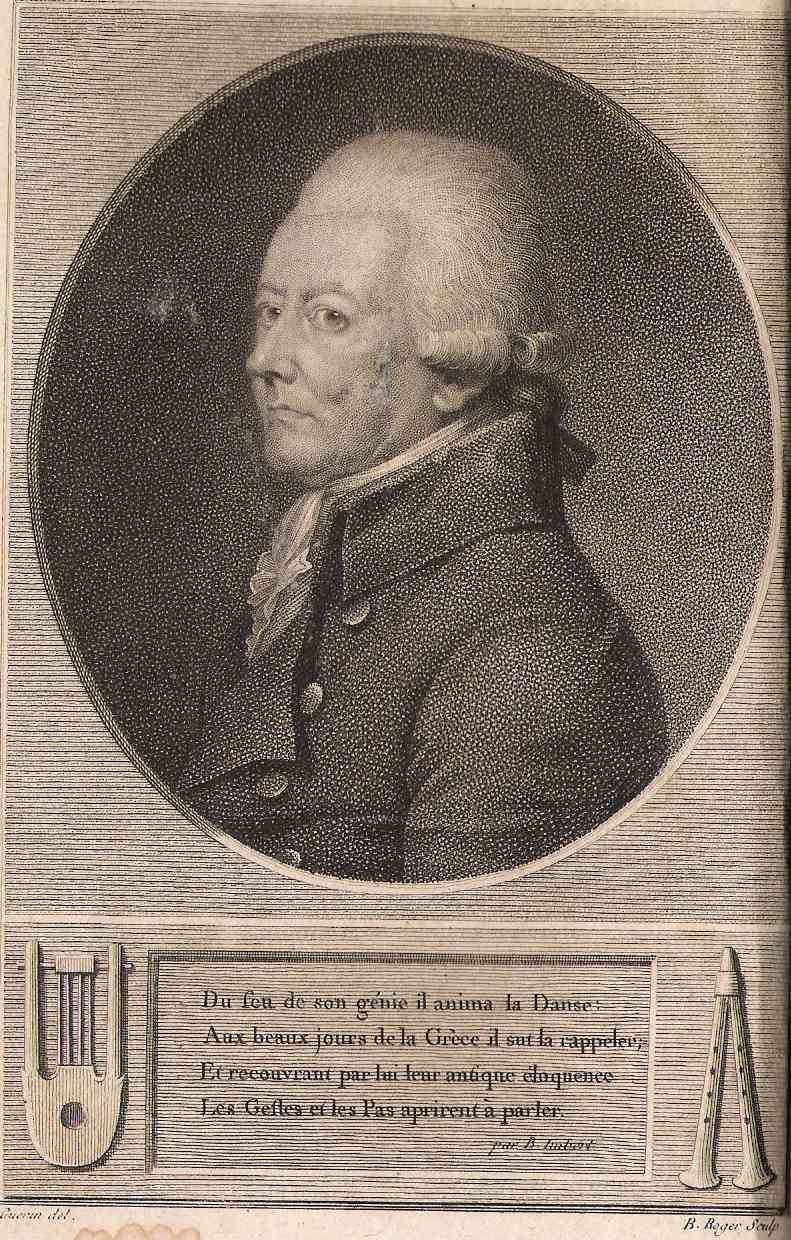
El maestro de baile Jean Georges Noverre Grabado de Barthélémy Joseph Fulcran Roger

Las representaciones tuvieron lugar los días 16 y 23 de marzo; 2, 6, 13 y 20 de abril; 2, 4, 9 y 14 de mayo de 1782.
El ballet estuvo dirigido por Jean Georges Noverre e integrado, entre otros, por los siguientes bailarines: Pierre Gabriel Gardel, Simon Slingsby, Louis Simonet, Louis-Marie Nivelon y Giovanna Baccelli.
Escenografía: Michael Novosieleski

Vestuario: Thomas Luppino

## Argumento

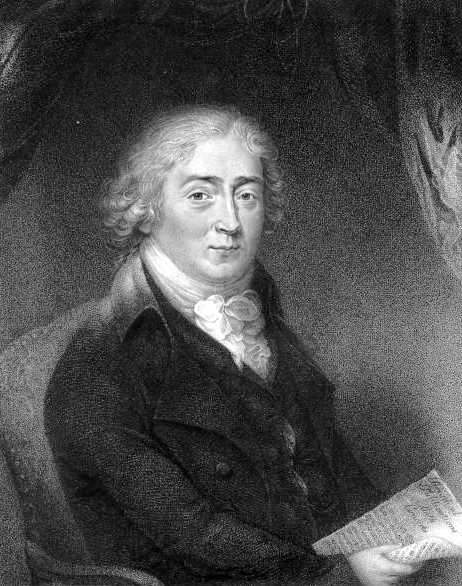
El compositor y cantante Venanzio Rauzzini Grabado de Robert Hancock sobre un retrato de Joseph Hutchison

En todo el vasto imperio chino, al cabo de tantos y tantos siglos, aún es célebre -incluso en nuestros días- la heroica fidelidad del antiguo Leango, cuyo nombre histórico era Tchao-kong. 

A causa de una sublevación popular, Leango salvó al emperador Livanio, su señor, acompañándolo al destierro. Para preservar la vida del pequeño Svenvango, único resto de la masacrada familia imperial, ofreció Leango, en encomiable artimaña ante las inhumanas búsquedas de los levantados, en lugar del real infante, al propio hijo todavía niño, artificiosamente envuelto en las regias gasas; y soportó, a pesar de sus propias e insoportables ternuras paternas, verlo traspasar (atravesar) por el acero ante sus ojos, sin traicionar el secreto.

## Influencia
Metastasio tuvo gran influencia sobre los compositores de ópera desde principios del siglo XVIII a comienzos del siglo XIX. Los teatros de más renombre representaron en este período obras del ilustre italiano, y los compositores musicalizaron los libretos que el público esperaba ansioso. L’eroe cinese fue utilizada por casi una veintena de compositores para componer otras tantas óperas de las que ninguna de ellas ha sobrevivido al paso del tiempo.